# Villanelle (personaggio)
Villanelle, il cui vero nome è Oxana Vorontsova (nel romanzo) o Oksana Astankova (nella serie televisiva) è un personaggio del romanzo Villanelle e della serie televisiva britannica Killing Eve, nella quale è interpretata da Jodie Comer.

## Nella serie televisiva
Villanelle è una brutale assassina che viene coinvolta in dei giochetti con l'agente Eve Polastri (interpretata da Sandra Oh); le due donne diventano ossessionate reciprocamente e condividono quella che è stata definita una "scoppiettante chimica... tra acerrime nemiche e aspiranti amanti". L'agente Polastri rintraccia l'assassina in tutta Europa, non rispettando la formula "la buona e la cattiva", ma come "due donne distrutte i cui difetti le legano in un contorto pas de deux". Mentre la serie continua, si scopre la storia di Villanelle: è un'orfana con una violenta reputazione, che una volta sviluppò un'ossessione per un’educatrice, Anna, con la quale ebbe una relazione. La loro storia si concluse con un omicidio dopo che una gelosa Villanelle aveva evirato il marito di Anna, per eliminare il suo rivale d'amore.

## Caratterizzazione
Villanelle è stata descritta come "un'assassina tanto affascinante quanto psicopatica", un "mostro agghiacciante" che trova "il piacere più bello in un omicidio ben eseguito". Villanelle è stata descritta come "gioiosa del dolore degli altri" e non ha "nessun vincolo morale che la trattenga", essendo "cresciuta  uccidendo senza sensi di colpa o preoccupazione".  È "eccezionalmente dotata, completamente senz'anima e stranamente esilarante ... maleducata, divertente, orribile, cattiva, è contorta e senza coscienza, ma è anche irrefrenabile. È una vera psicopatica".
Villanelle è "consapevole di quello che la circonda", ma sfida ciò, facendo sembrare le sue interazioni prevedibili, ma per poi cambiarle. Nonostante risenta di un profondo danno psicologico dal suo passato, la "giocherellona" Villanelle non solo ha un "malvagio senso dell'umorismo" ma, essendo "semplicemente annoiata", lancia stimoli e sfide, facendola correre dei rischi mentre esprime la sua giocosità in "creativi e appariscenti omicidi".
Villanelle è stata anche descritta come presuntuosa, giocosa, ostentata e dotata di una bellezza che costituisce una "femminilità letteralmente armata" che è allettante sia per Eve che per il pubblico. Fredda, calcolatrice e insensibile, "attrae con simpatia e poi la schiera immediatamente contro chiunque si trovi di fronte". Villanelle è un "personaggio scritto in modo complesso e profondamente frustrante" e "quasi impossibile da non adorare" nonostante le manchi la simpatia che caratterizza convenzionalmente i personaggi femminili. Scarseggiando di slancio morale o di un principio guida per le sue decisioni degli uccisione e motivata da sete di sangue, avidità e dispetto, "la disfunzione di Villanelle è la sua".
Villanelle offre uno sguardo ad una vita che la maggior parte delle donne non ha mai la possibilità di condurre, una vita definita dal puro desiderio femminile e dalla rabbia, libera dalle preoccupazioni finanziarie, dagli obblighi domestici e dalla violenza quotidiana degli uomini". È "selvaggia e padrona di se stessa... Prova identità come gli altri provano gli abiti". Nonostante ciò, un filo di malinconia affiora in lei ... suggerendo che non gode con tanto entusiasmo la sua vita lussuosa ma ha bisogno di riempire il vuoto dentro di lei"  .
La creatrice della serie Phoebe Waller-Bridge ha spiegato come la sua creazione del personaggio di Villanelle sia il risultato di chiedere continuamente: "Cosa faresti se non avessi paura?". Waller-Bridge ha affermato che "Villanelle si diverte, scegliendo di fare solo cose che potrebbero portarle gioia, ha una mancanza di paura che è un perfetto contrappunto all'autocoscienza e al senso di colpa che hanno colpito Eve nella prima stagione”.
L'attrice Jodie Comer ha descritto il suo personaggio come uno spirito libero, per nulla consapevole, paragonando Villanelle durante i suoi omicidi a un gatto che gioca con un topo prima di ucciderlo. Comer ha detto che Villanelle "preferisce decisamente le donne" e, più ampiamente, "non ha alcuna limitazione" anche se in fondo brama una vita normale come quella di Eve. Comer ha dichiarato che sebbene Villanelle "pensa di sapere cos'è l'amore e quali siano i sentimenti", lei "sa che c'è qualcosa che manca in lei, e che la porta a cercare l'amore che vede che gli altri provano", specialmente quello di Polastri con suo marito.
Quando nella seconda stagione, Villanelle implora Eve di unirsi a lei ad una vita idilliaca insieme, l’attrice di Eve, Sandra Oh, ha elogiato la vitalità e il potere di Villanelle, ma ha descritto il momento come una "profonda e immatura delusione", come quando le persone non si comportano nel modo che vuoi.

## Contesto sociale, tematico e creativo
Melanie McFarland di Salon ha notato i motivi degli omicidi di Villanelle e ha definito la serie "perfetta per l'era #MeToo". Tuttavia, scrivendo per The Atlantic, Hannah Giorgis ha affermato che la focalizzazione femminista e politica trascura importanti componenti tematiche ed estetiche: Villanelle soffre di stereotipi femminili in modo da "ritagliare uno spazio frastagliato nel canone serial-killer".  Allo stesso modo, l'autrice Rachel Monroe ha scritto che "quando una donna commette un crimine, non solo trasgredisce le leggi, ma trasgredisce i ruoli di genere".
La creatrice della serie Phoebe Waller-Bridge ha osservato che gli uomini nella serie sottovalutano Villanelle, dal momento che gli uomini, nel mondo reale, non valutano immediatamente la possibile minaccia delle donne che incontrano nello stesso modo in cui le donne notano immediatamente la possibile minaccia degli uomini che incontrano.
Lo psichiatra Dr.Michael H. Stone e lo psicologo Dr. Gary Brucato sono arrivati alla conclusione che il personaggio di Villanelle, che è stato descritto come "non solo spietato e casualmente crudele, ma anche geniale, affascinante, pragmatico e, a volte, sinceramente premuroso", non rispecchia la maggioranza delle donne psicopatiche della vita reale, che di solito uccidono a causa di precedenti abusi piuttosto che fattori ereditari; spesso con motivazioni che coinvolgono denaro o attenzioni, uccidono persone che conoscono e lo fanno "rapidamente" anziché torturandole.

## Interpretazione di Jodie Comer
Hannah Giorgis ha scritto per The Atlantic che il più grande successo di Killing Eve è il fascino di Villanelle - sia per un’agente che si dedica a rintracciarla che per il pubblico. Più nel dettaglio, Jia Tolentino ha scritto per il The New Yorker che il personaggio di Villanelle funziona a causa del carisma di Comer, e Willa Paskin ha scritto per Slate che Villanelle "chiaramente incredibile". Per The Irish Times, Peter Crawley ha descritto Villanelle come "una giovane donna dalla faccia angelica e dallo sguardo diabolico", aggiungendo che lei incarna "un piacevole paradosso: un fantasma che brama il riconoscimento".
A dicembre 2018, il The New York Times ha incluso le interpretazioni di Oh e Comer nella sua lista delle migliori del 2018, notando che: "queste due donne sono inventive su come essere divertenti in un thriller" e "far sembrare un comune imbarazzo più letale di qualsiasi proiettile". TV Guide ha nominato le interpretazioni di Oh e Comer come le migliori televisive del 2018.
A maggio 2019, Comer ha ricevuto il British Academy Television Awards (BAFTA) come migliore attrice protagonista per il suo ruolo di Villanelle.